# Sedlo (Böhmisches Mittelgebirge)
Der Sedlo, früher auch Vysoky Jeleč (deutsch Geltschberg bzw. Hoher Geltsch, 726 m) ist der höchste Berg im rechtselbischen Böhmischen Mittelgebirge in Tschechien. Seit 1969 steht der Berg auf einer Fläche von 52 ha als Nationales Naturreservat unter staatlichem Schutz.

## Entstehung des Namens
Von der sattelförmigen Gestalt des Berges leitet sich die heute gültige tschechische Bezeichnung Sedlo (deutsch: Sattel) ab.

## Lage und Umgebung
Der Sedlo befindet sich etwa 5 km westlich von Úštěk (Auscha), an seinem Fuß befinden sich die Gemeinden Liběšice (Liebeschitz), Levín (Lewin) und die zur Gemeinde Třebušín (Triebsch) gehörigen Dörfer Horní Týnec und Dolní Týnec (Ober- und Niedertenzel).

## Geschichte
Aus Funden frühzeitlicher Erdwälle sowie Resten von Steinbeilen wird geschlossen, dass sich auf dem Geltsch eine vorchristliche Kultstätte befunden hat.
Im Jahr 1912 wurde zu Ehren von Turnvater Jahn ein Denkmal errichtet, welches heute jedoch nicht mehr existiert.

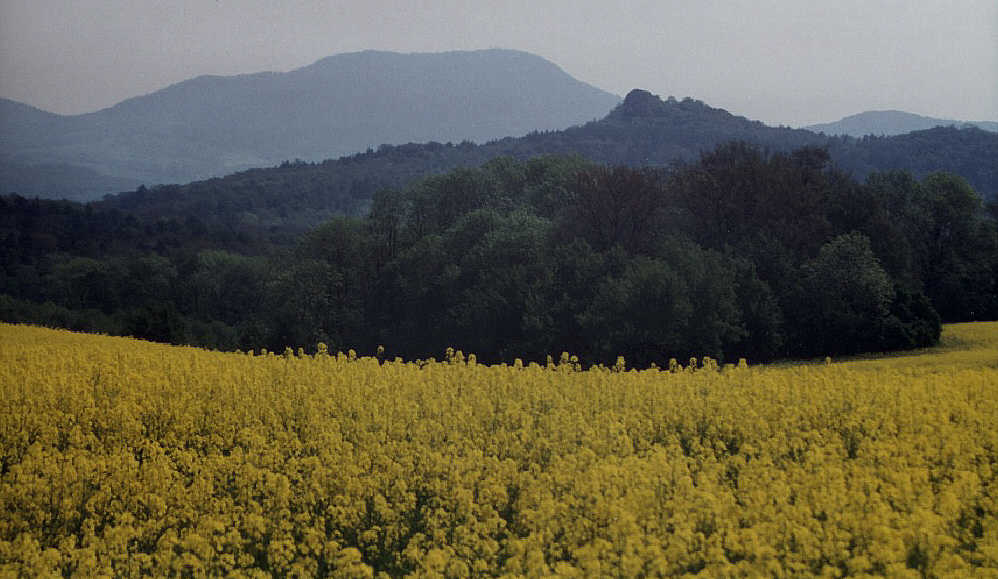
Blick zum Geltschberg (im Hintergrund)

## Flora und Fauna
Der Geltschberg wird geprägt von ausgedehnten Schuttwäldern, die stellenweise urwaldähnlichen Charakter haben und größtenteils von Laubwald gebildet werden. Der Berg ist Heimat seltener Pflanzenarten, wie der Wildwachsenden Nachtviole, Wald-Storchschnabel, Verschiedenblättrige Platterbse, Alpenziest, Alpenaster, Stängellose Schwertlilie, Duftendes Mariengras, Kohlförmige Gänsekresse, Schleichers-Erdrauch, Prachtnelke, Mondviole, Langblättriges Hasenohr und Niederliegende Nabelnuss.

## Aussicht
Von der Südspitze des Berges bietet sich ein umfassender Blick von den Launer Bergen im Westen bis zu den Bösigen im Osten. Bei guter Sicht ist im Osten auch der Kamm von Iser- und Riesengebirge zu sehen.

## Wege zum Gipfel
- Günstigster Ausgangspunkt ist die Gemeinde Levín bzw. Horní Vysoké, von dort führt eine grün markierte Wanderroute direkt zum Gipfel.
- Mögliche Ausgangspunkte sind auch Úštěk und Třebušín, auch von dort führen direkte Wege auf den Berg. Ein weiterer Aufstieg zum Gipfel führt über die kleine Ortschaft Trnobrany.
- Für einen Aufstieg mit den öffentlichen Verkehrsmitteln ist Liběšice an der Bahnstrecke Řetenice–Liberec als Ausgangspunkt zu empfehlen. Von hier führt die gelbe Markierung direkt zu dem Gipfel (5 km).